# みやこどり (消防艇・3代)
みやこどりは、東京消防庁の消防艇。同名船としては3代目にあたる。

## 設計
船型は平甲板型で、船尾甲板はフラットとされ、作業スペースのほか、オイルフェンスなど防災・救難機材の搭載スペースとしても用いられる。またその下方の主船体内には広い倉庫があり、放水ホースなどが収容されていた。その直前の低い甲板室上には搭載艇と揚収用クレーンが設置されたが、これは先代船が日本航空350便墜落事故で機体が墜落した浅瀬に接近できなかったという教訓から採用されたものであった。なお煙突は設けられておらず、船尾排気方式であった。
主機関としてはディーゼルエンジン3基を搭載する。両舷機はそれぞれ出力1,130馬力で、可変ピッチ・プロペラを駆動する。一方、中央機は出力1,800馬力で、固定ピッチ・プロペラを駆動する。機関室は基本的に無人で、一度起動させたあとは操舵室からの遠隔制御となる。なお主機関は日本では珍しいデトロイト・ディーゼルであったため、維持管理には困難が伴った。

## 装備
消防ポンプは主機関それぞれに接続されており、合計放水量は毎分51,000リットルであった。放水銃は下記6基を備えてるほか、必要に応じて、上部構造物直後に両舷8個（75mm径×2個、65mm径×6個）ずつ設けられた放口に放水ホースを接続しての放水も可能であった。
- 伸縮式放水塔（毎分5,000リットル）×2基
- 操舵室上（毎分7,000リットル）×2基
- 船首甲板（毎分10,000リットル）×2基

特に放水量が大きい船首甲板のものの場合、風向にもよるが最大放水距離は100メートル前後に達する。伸縮式放水塔上のものは水面上14.3メートルの位置にあり、更に20メートルまで伸ばすことができる。また右舷放水銃にはカメラが併設されており、映像は船橋でモニターできた。なお化学消火剤の搭載量は6,000リットルであった。
なお船首の放水銃の前方には油処理剤散布用の小型ノズルが設けられていたが、海洋汚染防止法などの関係で、油処理剤の使用には海上保安庁の許可が必要とされていた。
100トンを超える大型艇であることから指揮艇としての機能もあり、操舵室航法は指揮所（オペレーション・ルーム）とされ、防災相互通信用無線対応の通信コンソールも設置されていた。なおその下は救護室とされていたが、壁に酸素供給口が設けられている程度で、設備面では救急車には及ばなかった。普段は消防小隊の待機室として用いられていた。

## 運用
2011年3月11日の東北地方太平洋沖地震により発生したコスモ石油千葉製油所の火災では、海上保安庁の「あわなみ」「ひりゆう」、千葉市消防局の「まつかぜ」、横浜市消防局の「まもり」、海上災害防止センターの「おおたき」「きよたき」の各船と連携して、海上から警戒監視および冷却散水を実施した。

## 登場作品
『BRAVE HEARTS 海猿』
左翼エンジンが爆発したボーイング747-400が東京湾内に海上着水することを受け、着水する海域の近くで待機する。そして、着水成功後に右翼エンジンから火災が発生すると消火活動にあたり、消防艇「ひりゆう」「まつかぜ」とともに放水を行う。